# Nowy cmentarz żydowski w Lubartowie
Nowy cmentarz żydowski w Lubartowie – kirkut założony w 1819 r. Miał powierzchnię 1,17 ha. Został zniszczony w 1943 r. przez Niemców. Zachowało się wiele macew o wysokich walorach artystycznych (obecnie wmurowanych w pomnik). Najstarszy zachowany nagrobek pochodzi z 1848. Cmentarz mieści się przy ul. Cichej.